# Lutz Heimann
Lutz Heimann (* 28. Juli 1976 in Halle (Saale)) ist ein ehemaliger deutscher Rettungssportler.
Heimann begann seine sportliche Karriere 1982 bei der SSV 70 Halle-Neustadt e.V. Aufgrund seiner körperlichen Voraussetzungen wurde er zum SC Chemie Halle, Abt. Schwimmen, delegiert und dort zuletzt von Frank Embacher trainiert. 1994 entdeckte er seine Leidenschaft für den Rettungssport in der Deutschen Lebens-Rettungs-Gesellschaft (DLRG). Von 1994 bis 2007 trainierte er bei der DLRG Halle-Saalekreis unter Holger Friedrich. Heimann ist der erfolgreichste Pool-Rettungsschwimmer der Rescue-Weltmeisterschaften. In seiner Laufbahn wurde er 35-mal Weltmeister, 38-mal Europameister und fünffacher World Games-Sieger. Außerdem gewann Lutz Heimann sechsmal den Titel des Deutschen Meisters im Einzel-Mehrkampf. Auch beim Nivea Cup und dem Salzpokal ist er erfolgreich gewesen.
Im Sommer 2007 schwamm Lutz Heimann zusammen mit seinem Freund und langjährigen Vereinskameraden Lars Görny (5 × Weltmeister, 10 × Europameister) innerhalb von sieben Tagen rund um die Insel Mallorca.